# Asymphorodes acerba
Asymphorodes acerba är en fjärilsart som beskrevs av Edward Meyrick 1929. Asymphorodes acerba ingår i släktet Asymphorodes och familjen fransmalar. Inga underarter finns listade i Catalogue of Life.